# Альстремерія
Альстремерія (Alstroemeria) — рід південноамериканських багаторічних рослин родини альстремерієвих (Alstroemeriaceae). Рід містить від 40 до 50 видів. Представники роду мають м'ясисте клубнеподібне кореневище, ланцетоподібне листя і гарний, зігоморфний розпис квіток. Деякі розводяться в садах і оранжереях.
Рід був названий Карлом Ліннеєм на честь свого учня, барона Класа Альстремера, шведського ботаніка та промисловця. Альстремер привіз Ліннею зразки насіння двох видів альстремерії з Іспанії, де рослина вже вирощувалася на той час.
Альстремерія також широко відома під назвою «перуанської лілії».

## Розповсюдження
Ареал роду охоплює практично всю Південну Америку. Найбільша видова різноманітність спостерігається в Андах. Альстремерія поширена у різноманітних біомах, від тропічних лісів до пустель, таких як Атакама в Чилі, та у високогір'їв Болівії і Перу.

## Ботанічний опис

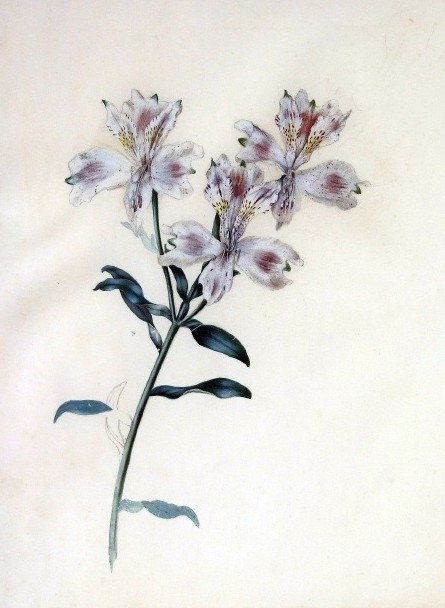
Alstroemeria sp., ботанічна ілюстрація С. Родес (Sarah Rhodes), 1804/1805.

Альстремерія — багаторічні корневищні трави з прямими стеблами.
Коріння соковиті, веретеноподібні.
Стебла гнучкі, прямостоячі.
Листя чергується: цілісне, лінійне, тонке, зігнуте, розташоване переважно у верхній частині стебла. У альстремерії, як і у більшості інших представників родини альстрмерієвих, листові черешки перекручені на 180 градусів, в результаті морфологічно нижня (абаксіальна) сторона листка знаходиться зверху, а морфологічно верхня (адаксіальна) сторона листка знаходиться знизу.
Квітки зигоморфні, зібрані в зонтикоподібні суцвіття на верхівках стебел. Забарвлення пелюсток — жовте, рожеве, червоне, нерідко з плямами (зазвичай жовтими). Як і у більшості інших представників порядку лілієцвітих, число пелюсток — шість, вони вільні, розташовані по троє в два круги, мають лопатчату або ланцетову форму, з вузькими підставами; пелюстки в різних кругах нерідко мають різну форму і забарвлення. Майже завжди на пелюстках є темніші подовжні риски, ближче до центру квітки що стоншуються і коротшають.
Нектарники знаходяться в основі пелюсток внутрішнього круга. Тичинок шість, вони розташовані в два круги; тичинкові нитки довгі, вільні, з коротким опушуванням в основі. пиляки подовжені, розкриваються бічною подовжньою щілиною. Гінецей синкарпний (тобто багатогніздовий), з численними насінневими зачатками. Зав'язь нижня; стовпчик ниткоподібний, тригранний; приймочка трилопатева. Час цвітіння — весна і літо. Запилення відбувається за допомогою комах (бджіл) та колібрі. За відсутності обпилювачів можливе вітрозапилення.
Плід — коробочка, що розкривається повністю, від верху до низу. Насіння численні, кулясті, з рясним ендоспермом і маленьким прямим зародком. Для альстремерії характерна автохорія — розповсюдження насіння без участі яких-небудь посередників. Унаслідок напруги в мертвих тканинах, що входять до складу навколопліднику, при розкритті плоду відбувається активне розкидання насіння.

## Найпоширеніші види
- Alstroemeria aurea
- Alstroemeria brasiliensis
- Alstroemeria campaniflora
- Alstroemeria graminea
- Alstroemeria haemantha
- Alstroemeria hookeri
- Alstroemeria ligtu
- Alstroemeria nana
- Alstroemeria nivalis
- Alstroemeria piauhyensis
- Alstroemeria poliphylla
- Alstroemeria psittacina
- Alstroemeria revoluta